# Cissac-Médoc

Cissac-Médoc este o comună în departamentul Gironde din sud-vestul Franței. În 2009 avea o populație de 1.756 de locuitori.

## Evoluția populației
| An        | 1975 | 1982  | 1990  | 1999  | 2006  | 2009  |
| --------- | ---- | ----- | ----- | ----- | ----- | ----- |
| Populație | 941  | 1.251 | 1.472 | 1.536 | 1.709 | 1.756 |